# Ellen Terry
Ellen Terry, född 27 februari 1848 i Coventry, England, död 21 juli 1928 i Small Hythe nära Tenterden i Kent, England, var en brittisk skådespelerska som blev känd för sin medverkan i många Shakespearepjäser.
Terrys släkt var alla skådespelare och hon gjorde scendebut som åttaåring 1856; i publiken återfanns bland andra drottning Victoria av Storbritannien. Hon hade stora framgångar, bland annat i rollen som Puck i Shakespeares En midsommarnattsdröm och medverkade även i uppsättningen av An American Cousin. Hon drog sig tillbaka från scenen när hon var 16 år för att gifta sig med den brittiska målaren George Frederick Watts, men paret separerade redan efter tio månader; dock trädde inte skilsmässan i kraft förrän 1877. Terry gjorde comeback när hon var 22 år och under de följande årtiondena blev hon Englands mest firade aktris. 
Hon spelade mot Henry Irving i många Shakespearepjäser, och är allra mest berömd för sin roll som Ofelia i Hamlet. Hon medverkade även i några stumfilmer.
Under många år brevväxlade hon med författaren George Bernard Shaw.
Hon var gift ytterligare två gånger, 1877–1885 med Charles Wardell Kelly och 1907 fram till sin död 1928 med stumfilmskådespelaren James Carew. Terry hade två barn, födda 1869 och 1872, bland dem den kände regissören Edward Gordon Craig. De föddes under de år hon officiellt var gift med Watts, men barnens far var arkitekten Edward Godwin. 
Terry adlades 1925.

## Filmografi
- 1917 - Her Greatest Performance
- 1918 - Victory an Peace
- 1918 - The Invasion of Britain
- 1918 - Denny From Ireland
- 1920 - Denny From Ireland
- 1922 - Potter's Clay
- 1922 - The Bohemian Girl